# Freden i Vordingborg (1365)
Den (første) Fred i Vordingborg blev indgået den 22. november 1365 på Vordingborg Slot mellem Valdemar Atterdag og den vendiske gruppe af hansestæder under ledelse af Lübeck. Set fra Hansebyernes side kunne fredsslutningen ændre en ugunstig situation, opstået  under den første krig mellem hansestæderne og Danmark, til en delvis succes via forhandlingsbordet, sådan at man undgik et fuldstændigt nederlag. Hansebyerne havde mistet hovedparten af deres flåde i Øresund, og Lübecks borgmester, Johann Wittenborg, blev stillet for retten efter sin hjemkomst. Det uheldige udfald af denne krig og den deraf afledte styrkelse af Danmarks magtposition førte i sidste ende til dannelsen af Köln-konføderationen i 1367 og senere til den næste krig mod Danmark.